# Coberta (arquitectura)

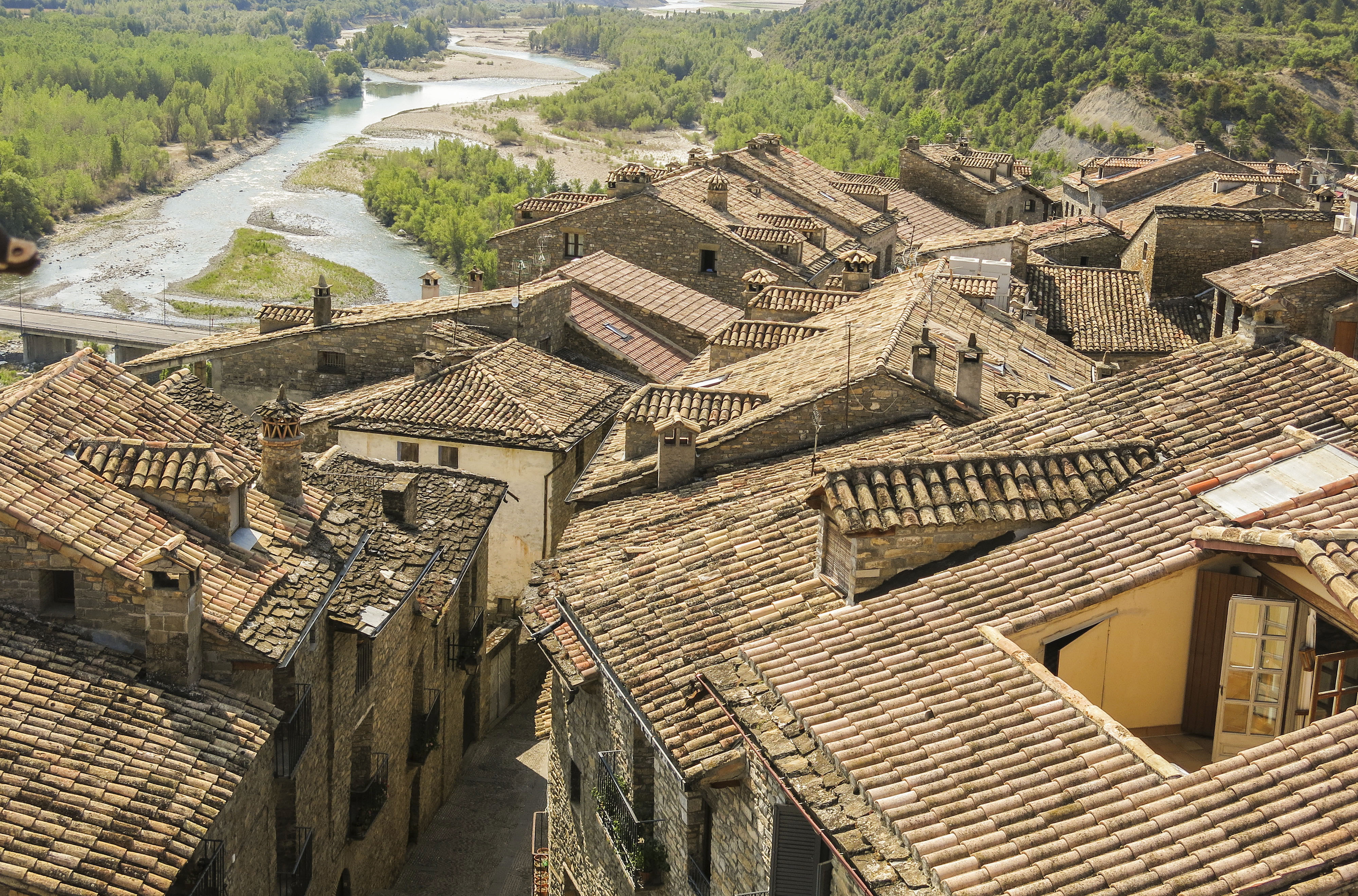
Teulades de l'Aïnsa des del campanar de l'església de santa Maria (Sobrarb)

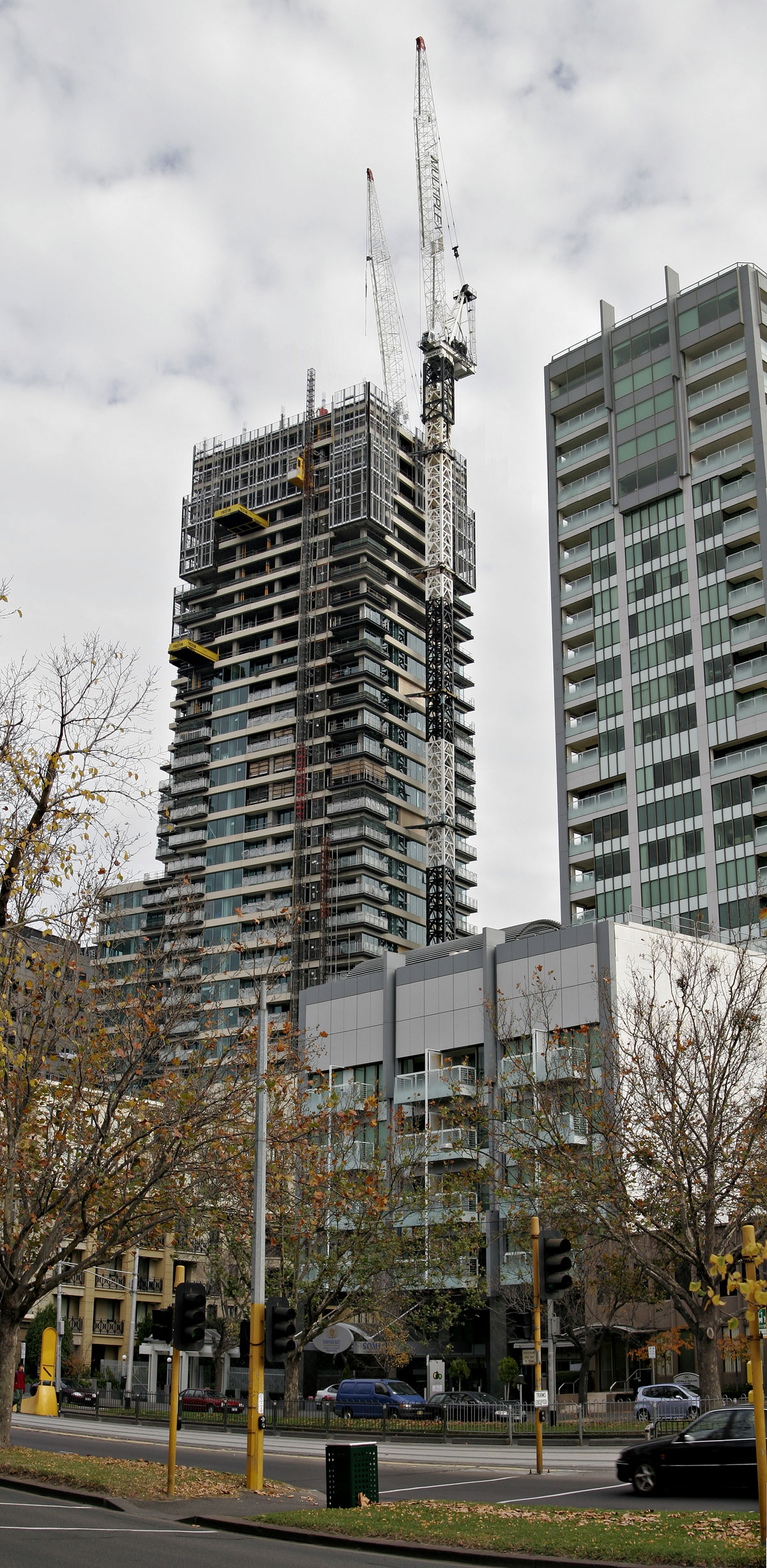
Edifici en construcció a Melbourne.

La coberta és l'element constructiu damunt d'un edifici que el protegeix contra les inclemències del temps. Sinònims són sostrada, teulada i en el cas de coberta plana i viable terrat

## Tipus de coberta
Se sol distingir entre dos tipus: la coberta inclinada, i la coberta plana, que es distingeixen la inclinació respecte al pla del sòl.
Ambdós tipus de coberta tenen una gran tradició en l'arquitectura, les inclinades s'utilitzaven més en climes principalment plujosos, ja que permeten evacuar l'aigua per simple gravetat, i les planes en climes més secs, on el problema de la pluja és episòdic i les cobertes en forma de terrassa tenen aprofitament o habitabilitat en les nits de les èpoques més càlides, fins i tot per dormir a l'aire lliure.
A mesura que s'han anat millorant els sistemes d'impermeabilització, la coberta plana s'ha estès també a climes plujosos. Per això la coberta plana s'ha convertit en característica d'un tipus d'arquitectura iniciada a principis del segle xx als països plujosos del nord d'Europa, anomenada Moviment Modern, països de gran tradició en cobertes inclinades, on les planes resultaven xocants. El gran avantatge que li atribueix aquest moviment, en aquests països molt freds, és el de deixar la neu acumulada sobre la coberta formant una capa aïllant del fred. Abans no es feia perquè el pes produïen importants problemes, amb enfonsaments freqüents en les cobertes de poca pendent, però el Moviment Modern aprofita els millors coneixements sobre càlcul d'estructures i sistemes més moderns de construcció.

### Cobertes inclinades

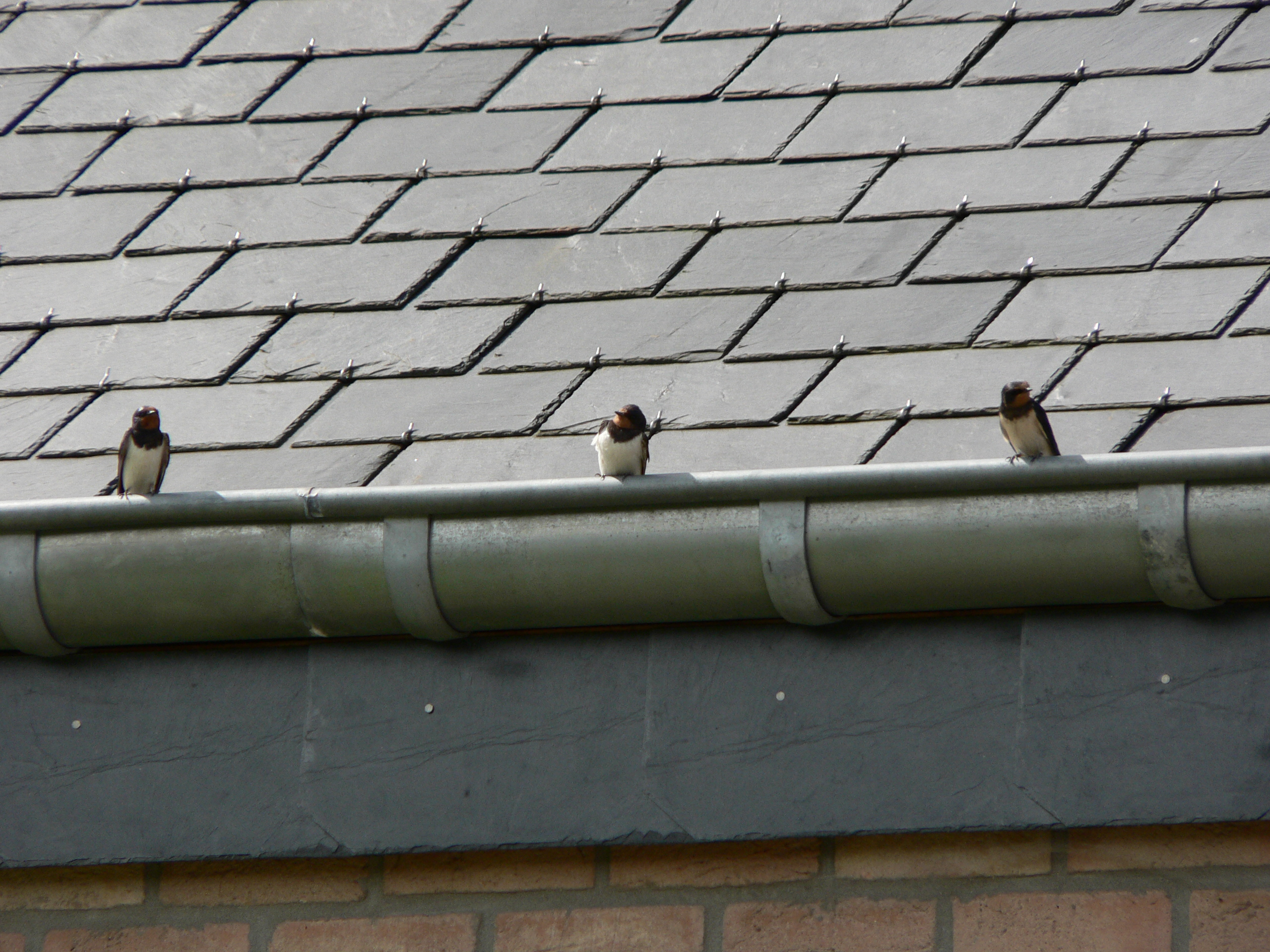
Coberta de pissarra.

Cada pla que forma una coberta inclinada s'anomena aiguavés o vessant. Les arestes que separen dues vessants s'anomenen aiguafons (la part còncava), carener o cavalló (la part convexa). L'aresta superior de coronació es diu carener, crestall, crestallera o cavallet. Els extrems inferiors que sobresurten de la façana (per allunyar la caiguda de l'aigua de l'edificació) es diuen ràfec, barbacana o aler.

Elements d'una coberta inclinada.

L'arquitecte francès François Mansard va utilitzar les cobertes amb dos vessants per ampliar l'espai al dessota i fer-lo habitable. Aquesta tècnica porta el nom de coberta de mansarda. Les finestres verticals instal·lades en cobertes inclinades s'anomenen llucanes.
Els elements que poden aparèixer en una coberta, per il·luminar i ventilar l'interior se solen anomenar lluernes o claraboies. En cobertes inclinades tradicionals, podem trobar els següents elements: la beata, també anomenada golfa o golfes, el gablet, l'estel, lluerna o claraboia, i barret.
Per a una millor protecció de les façanes, les cobertes inclinades es prolonguen més enllà del pla de la façana formant un ràfec, barbacana o aler.
Per descriure la forma de les cobertes inclinades se sol fer referència al nombre de vessants, als quals també se'ls anomena "aigües", així es parla de cobertes a una aigua, cobertes a dues aigües, cobertes a tres aigües, cobertes a quatre aigües o més. En les cobertes a dues aigües, els tancaments de l'edifici cap als que no aboca l'aigua, acaben en una forma triangular que s'anomena frontispici o pinyó.

### Coberta invertida
En la coberta invertida, l'aïllant tèrmic protegeix la làmina impermeabilitzant. El nom prové del fet que aquesta disposició de capes és oposada a la tradicional, en què l'impermeabilitzant protegia l'aïllant. Van sorgir a mitjans del segle xx, arran de l'aparició del poliestirè extrudit (XPS), un material aïllant capaç de resistir la intempèrie sense perdre les seves propietats.

### Cobertes planes
La coberta plana és sensiblement horitzontal, comunament composta per un o més vessants de pendent inferior al 5%. A diferència de les cobertes inclinades, les cobertes planes són transitables i s'hi pot instal·lar maquinària. Conceptualment, el funcionament d'una coberta plana i una teulada o coberta inclinada són diferents: mentre que la teulada tracta d'evacuar l'aigua, la coberta plana la recull per conduir-la cap als embornals, però en edificacions petites, es fan de manera semblant a les cobertes inclinades, desaiguant fora del perímetre de l'edificació, però amb menor pendent. En les cobertes tradicionals, la impermeabilització es posa sobre l'aïllament tèrmic, ja que els aïllants tradicionals no resistien bé la intempèrie, especialment l'aigua de neu o pluja.

#### Coberta plana
En certs tipus de cobertes planes, com l'anomenada terrat a la catalana, també es prolonga la coberta fora del pla de façana formant un ràfec, en general menys sortint que en les cobertes planes.

### Coberta ajardinada

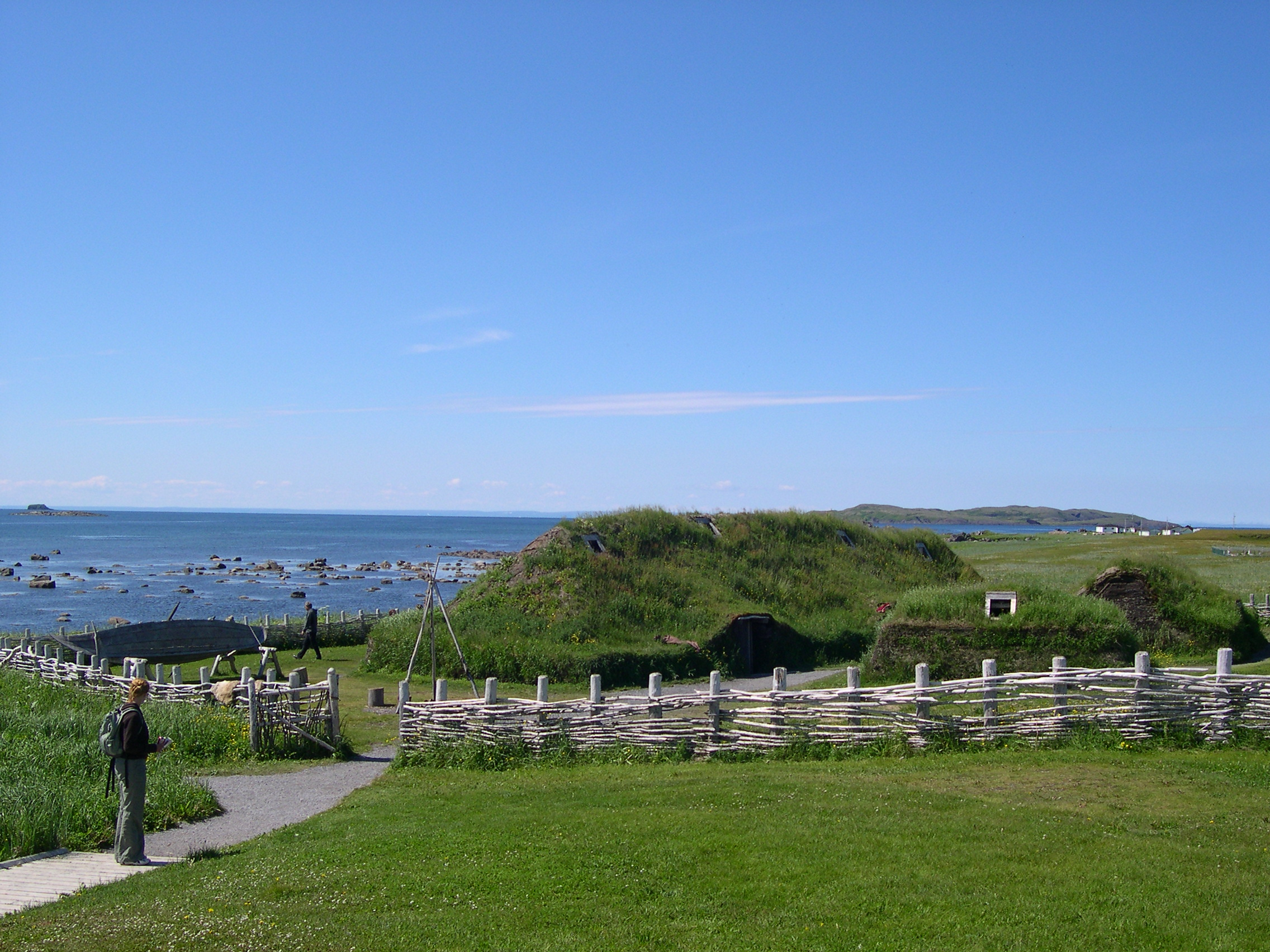
Reconstrucció de cases vikingues a l'Illa de Terranova

Un terrat verd, teulada verda o coberta enjardinada és el terrat d'un edifici que està parcialment o total cobert de vegetació, ja sigui en terra o en un medi de cultiu apropiat. Es refereix a tecnologies usades en els terrats per millorar l'hàbitat o estalviar consum d'energia, és a dir tecnologies que compleixen una funció ecològica. Poden contribuir a compensar els efectes negatius de la impermeabilització del sòl. Altres noms són terrats vivents o terrats ecològics. Un terrat verd és un component clau d'un edifici autònom. Els terrats verds poden ser classificats en intensius, "semi-intensius", extensius o transitables, segons la profunditat del medi de cultiu i del grau de manteniment requerit.

## Funcions
Una coberta té les següents funcions:

1. Evacuar l'aigua per evitar que s'estanqui a la superfície del sostre. L'aigua estancada a la superfície de la teulada augmenta la càrrega viva a l'estructura de la teulada, la qual cosa és un problema de seguretat. L'aigua estancada també contribueix al deteriorament prematur de la majoria dels materials per a teulades.

2. Per protegir l'interior de l'edifici dels efectes dels elements climàtics com la pluja, el vent, el sol, la calor i la neu.

3. Per aïllar tèrmicament. La majoria dels assemblatges de teulades moderns incorporen panells d'aïllament o aïllament de buata. El Codi Internacional de Construcció i el Codi Residencial Internacional estableixen el valor R mínim requerit dins de l'assemblatge de la teulada.

4. Per funcionar durant la vida útil esperada. Tots els materials estàndard per a cobertes tenen històries establertes de la respectiva longevitat, basades en evidència anecdòtica. La majoria dels materials per a cobertes duraran molt després que hagi vençut la garantia del fabricant, amb un manteniment continu adequat i sense danys per tempestes. Les cobertes de metall i teules poden durar cinquanta anys o més. Les teules d'asfalt poden durar entre 30 i 50 anys. Les teulades construïdes amb quitrà d'hulla poden durar quaranta anys o més. Les teulades d'una sola capa poden durar vint o més anys.

5. Funció estètica. A més de les funcions tècniques, aporta a l'estètica de l'edifici.

### Aïllament
Com que el propòsit d'una coberta és protegir les persones i les possessions dels elements climàtics, la impermeabilitat i les qualitats, a més de l'estètica, són qualitats que intervenen en la tria de materials
Alguns materials per a cobertes, en particular els de material fibrós natural, com la palla, tenen excel·lents propietats aïllants. Per a aquells que no ho fan, sovint s'instal·la aïllament addicional sota la capa exterior. Als països desenvolupats, la majoria dels habitatges tenen un sostre instal·lat sota els membres estructurals de la teulada. El propòsit d'un sostre és aïllar contra la calor i el fred, el soroll, la brutícia i, sovint, dels excrements dels ocells que sovint trien les teulades com a llocs per niar.
Les rajoles de formigó es poden utilitzar com a aïllament. Quan s'instal·la deixant un espai entre les teules i la superfície del sostre, podeu reduir l'escalfament causat pel sol.
Les formes d'aïllament són feltre o làmines de plàstic, de vegades amb una superfície reflectora, instal·lada directament sota les teules o un altre material; buata d'escuma sintètica col·locada sobre el sostre i productes de paper reciclat i altres materials similars que es poden inserir o ruixar a les cavitats del sostre. Els sostres freds són cada vegada més populars, i en alguns casos són exigits pels codis locals. Els sostres freds es defineixen com a sostres amb alta reflectivitat i alta emissivitat tèrmica.
Els sostres mal aïllats i ventilats poden patir problemes com la formació de blocs de gel al voltant dels ràfecs que sobresurten en climes freds, cosa que fa que l'aigua de la neu fosa a les parts superiors del sostre penetri al material del sostre. Les acumulacions de gel ocorren quan la calor s'escapa a través de la part superior del sostre i la neu en aquests punts es fon, es torna a congelar mentre degota al llarg de les teules i s'acumula en forma de gel als punts més baixos. Això pot resultar en dany estructural per estrès, incloent-hi la destrucció de canaletes i sistemes de drenatge.

### Drenatge
El treball principal de la majoria de teulades és evitar l'entrada d'aigua. La gran àrea d'una teulada repel·leix molta aigua, la qual ha de ser dirigida de manera adequada, perquè no causi danys o molèsties.
Els sostres plans dels habitatges de tova generalment tenen un pendent molt lleu. En un país de l'Orient Mitjà, on el sostre es pot fer servir per a recreació, sovint està tapiat i s'han de proporcionar orificis de drenatge per evitar que l'aigua s'acumuli i es filtri a través del material porós del sostre.
Problemes similars, encara que en una escala molt més gran, enfronten els constructors de propietats comercials modernes que sovint tenen sostres plans. A causa de la natura molt gran de tals sostres, és essencial que la pell exterior sigui d'un material altament impermeable. La majoria de les estructures industrials i comercials tenen sostres convencionals de baixa inclinació.
En general, la inclinació del sostre és proporcional a la quantitat de precipitació. Les cases en àrees de poca pluja sovint tenen sostres de pendent baix mentre que aquelles en àrees de molta pluja i neu tenen sostres costeruts. Les cases comunals de Papua Nova Guinea, per exemple, són una arquitectura dominada pel sostre, els sostres alts s'estenen gairebé fins a terra. Els sostres alts i costeruts d'Alemanya i Holanda són típics de les regions nevades. En parts d'Amèrica del Nord com Buffalo, Nova York, Estats Units, o Montreal, Quebec, Canadà, existeix un pendent mínim requerit de 6 en 12 (1:2, una inclinació de 30°).
Hi ha estils de construcció regionals que contradiuen aquesta tendència, les teulades de pedra dels xalets alpins solen tenir un pendent més suau. Aquests edificis tendeixen a acumular una gran quantitat de neu sobre ells, cosa que es considera un factor en el seu aïllament. La inclinació de la coberta està determinada en part pel material de sostre disponible, un pendent de 3 a 12 (1:4) o major generalment es cobreix amb teules d'asfalt, llistons de fusta, acer corrugat, pissarra o teules.
L'aigua repel·lida per la teulada durant una tempesta és potencialment perjudicial per a l'edifici que protegeix el sostre. Si corre per les parets, es pot filtrar al morter o a través dels panells. Si es troba al voltant dels fonaments, pot causar filtracions a l'interior, humitat ascendent o podridura seca. Per això, la majoria dels edificis tenen un sistema per protegir les parets d'un edifici de la major part de l'aigua del sostre. Els ràfecs que sobresurten s'empren comunament per a aquest propòsit. La majoria de les teulades modernes i moltes de les antigues tenen sistemes de valls, canaletes, trombes, caps d'aigua i desguàs per treure l'aigua dels voltants de l'edifici. A moltes parts del món, l'aigua dels sostres es recol·lecta i emmagatzema per a ús domèstic.
Les àrees propenses a nevades intenses es beneficien d'una coberta de metall perquè les superfícies llises donen el pes de la neu més fàcilment i resisteixen la força del vent millor que un sostre de teules de fusta o de teules de concret.

### Teulades solars
Els sistemes més nous inclouen teules solars que generen electricitat i també cobreixen la teulada. També hi ha sistemes solars que generen aigua calenta o aire calent i que també poden actuar com a coberta de teulada. Sistemes més complexos poden realitzar totes aquestes funcions: generar electricitat, recuperar energia tèrmica i actuar també com a coberta de teulada.
Els sistemes solars es poden integrar amb els sostres mitjançant:
integració a la coberta de teulades inclinades, p.ex. teules solars,
muntatge en un sostre existent, p.ex. panell solar sobre un sostre de teula,
integració en una membrana de coberta plana mitjançant soldadura tèrmica (per exemple, PVC) o
muntatge en una teulada plana amb una construcció i un pes addicional per evitar que el vent l'aixequi.

## Materials

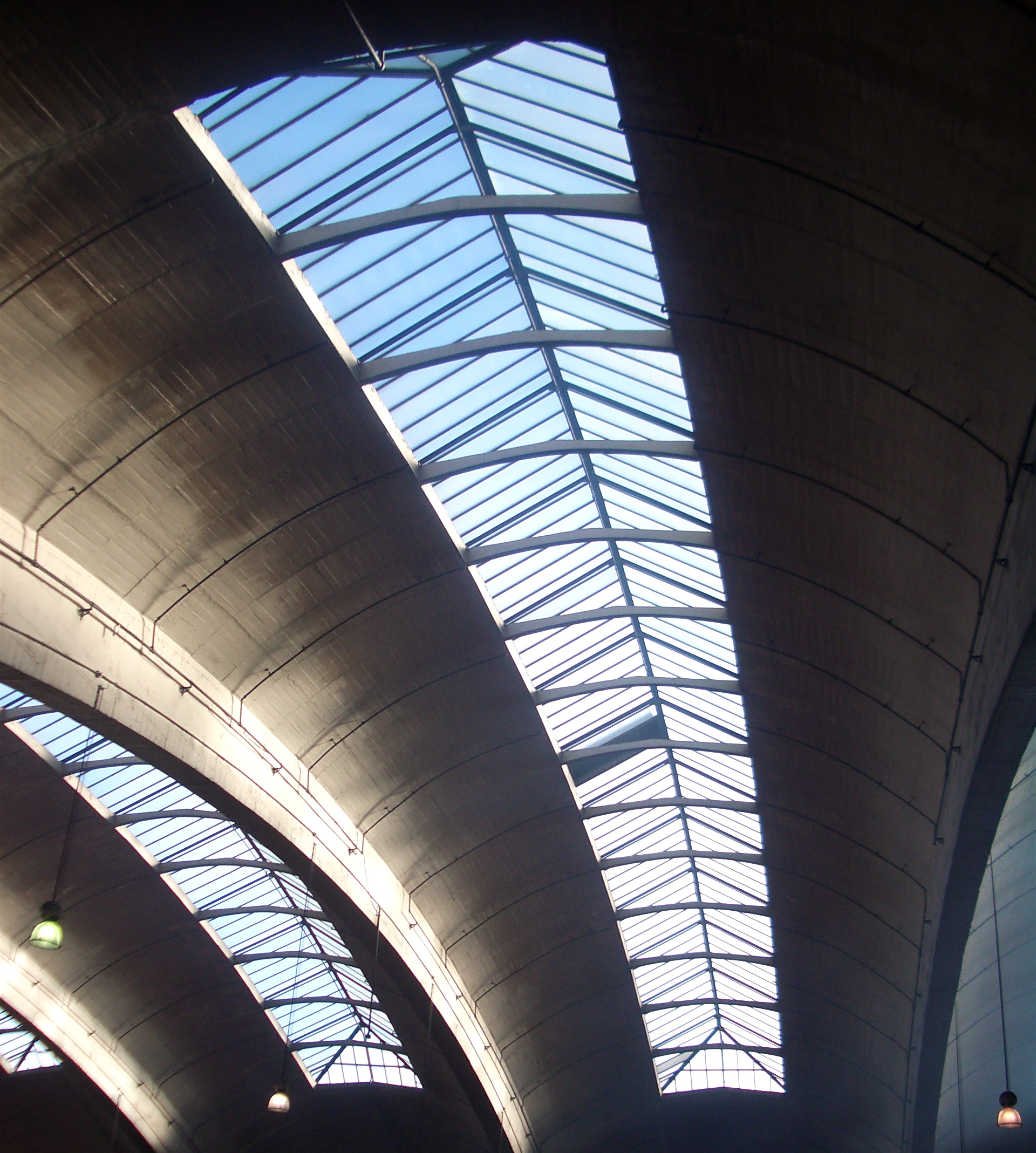
Coberta moderna en un garatge de Londres.

S'empra gran quantitat de materials per construir cobertes. Romans i grecs les feien de materials petris en edificis representatius i amb peces ceràmiques en els altres. Els àrabs normalitzar l'anomenada teula àrab, de terrissa, que resolia amb una sola peça, sempre igual, tots els problemes d'una teulada inclinat: canals, mantes, careners i aiguafons.
Les cobertes planes es feien també amb peces ceràmiques en forma de rajoles, sobre disposicions constructives que deixaven resolt el problema de la dilatació sense afectar la construcció que protegeixen. En països de clima especialment sec, s'emprava (i segueix fent) directament fang sense coure per rematar les cobertes.
En zones més pobres s'empraven peces planes de pedra, principalment de pissarra, per la coberta. Les cobertes de peces planes tenen el greu inconvenient que, com l'aigua pot relliscar per capil·laritat entre les peces, s'exigeixen pendents acusades i cavalcaments grans entre elles per evitar, per tant el pes unitari (per unitat de superfície) de coberta sol ser molt gran. Per contra és un material que resisteix bé la intempèrie (les gelades) i de gran durabilitat.
Encara hi ha la moda de fer cobertes d'aquests materials petris, molt sovint només es tracta d'un recobriment superficial, i es fa la veritable interior (la destinada en veritat a la protecció) sota, amb altres materials.
En les cobertes planes es protegia la part superior, sobre les diverses capes que actuaven d'impermeabilitzant, mitjançant rajoletes de terrissa (anomenats a Espanya, rajola de Ariza o, més petit i prim, rajola català)